# Alois Haene
Alois Haene (Kirchberg, 6 agosto 1910 – Driefontein, 19 febbraio 1999) è stato un missionario e vescovo cattolico svizzero.

## Biografia
Nato in una famiglia di agricoltori, studiò presso il liceo a Immensee e poi entrò nel Missionsseminar Schöneck di Emmetten.
Entrato nella Società delle missioni estere di Bethlehem in Svizzera, fu ordinato sacerdote nel 1939 e fu inviato in missione nella Rhodesia del sud.
Fu prefetto apostolico di Fort Victoria, poi vescovo titolare di Nepte e vicario apostolico; nel 1955, quando il vicariato apostolico di Fort Victoria fu elevato a diocesi con il nome di Gwelo, fu trasferito a quella sede residenziale.
Nel 1972 fu eletto presidente della conferenza episcopale della Rhodesia.
Promosse numerose opere educative, sanitarie e sociali e fondò le Suore del Bambin Gesù.

## Genealogia episcopale e successione apostolica
La genealogia episcopale è:
- Cardinale Scipione Rebiba
- Cardinale Giulio Antonio Santori
- Cardinale Girolamo Bernerio, O.P.
- Arcivescovo Galeazzo Sanvitale
- Cardinale Ludovico Ludovisi
- Cardinale Luigi Caetani
- Cardinale Ulderico Carpegna
- Cardinale Paluzzo Paluzzi Altieri degli Albertoni
- Papa Benedetto XIII
- Papa Benedetto XIV
- Papa Clemente XIII
- Cardinale Marcantonio Colonna
- Cardinale Giacinto Sigismondo Gerdil, B.
- Cardinale Giulio Maria della Somaglia
- Cardinale Carlo Odescalchi, S.I.
- Cardinale Costantino Patrizi Naro
- Cardinale Lucido Maria Parocchi
- Papa Pio X
- Papa Benedetto XV
- Cardinale Willem Marinus van Rossum, C.SS.R.
- Arcivescovo Bernhard Adriaan Gijlswijk, O.P.
- Vescovo Aston Chichester, S.I.
- Vescovo Alois Haene, S.M.B.

La successione apostolica è:
- Vescovo Tobias Wunganayi Chiginya (1977)
- Vescovo Francis Xavier Mugadzi (1989)